# Johann Fritz
Johann Peter Fritz fue uno de los productores de piano más distinguidos de Viena. Sus pianos eran valorados por su buena calidad y melodiosidad. Se sabe que Giuseppe Verdi era muy aficionado a los pianos de Johann Fritz y utilizaba el piano Fritz vienés de 6 pedales desde la época de Rigoletto en 1851 hasta Aida en 1871. Este piano exacto se puede ver en la Villa Verdi del compositor en la provincia de Piacenza en Italia.
Algunos instrumentos de Fritz se presentan en museos como el Museo de Instrumentos Musicales de Milán, el Museo de Bellas Artes de Boston, The Finchcocks Charity for Musical Education en Tunbridge Wells, Kent y una de las copias modernas de los pianos de Johann Fritz realizadas por Paul McNulty está en la Universidad de Ratisbona en Alemania.
Después de la muerte de Johann Fritz en 1834 en Viena, su hijo Joseph continuó la empresa. Parece ser que trasladó su fábrica a Graz a finales de la década de 1830, después de 1837.